# Chinese Smugglers
Chinese Smugglers è un cortometraggio muto del 1912 diretto da Thomas H. Ince e interpretato da Francis Ford.

## Produzione
Il film fu prodotto dalla Bison Motion Pictures e New York Motion Picture

## Distribuzione
Distribuito dalla Motion Picture Distributors and Sales Company, il film - un cortometraggio in una bobina - uscì nelle sale cinematografiche statunitensi il 2 gennaio 1912.